# Il mago di Oz (film 1939)
Il mago di Oz (The Wizard of Oz) è un film del 1939 diretto da Victor Fleming.
Basato sul romanzo Il meraviglioso mago di Oz del 1900, il primo dei quattordici libri di Oz dello scrittore statunitense L. Frank Baum. Il regista di questo film, Fleming, è rimasto anche noto per Via col vento, uscito nello stesso anno, mentre la protagonista (Dorothy Gale) è Judy Garland, una delle attrici di maggior successo dell'epoca. Il mago di Oz ricevette numerosi riconoscimenti ed è considerato un classico della storia del cinema.
La popolare canzone Over the Rainbow (musica di Harold Arlen, parole di E.Y. Harburg e interpretata dalla protagonista Judy Garland) è stata successivamente reinterpretata da molti artisti e usata in diversi ambiti.
Nel 1989 il film è stato selezionato per la conservazione nel National Film Registry degli Stati Uniti dalla Biblioteca del Congresso come "culturalmente, storicamente o esteticamente significativo".

## Trama

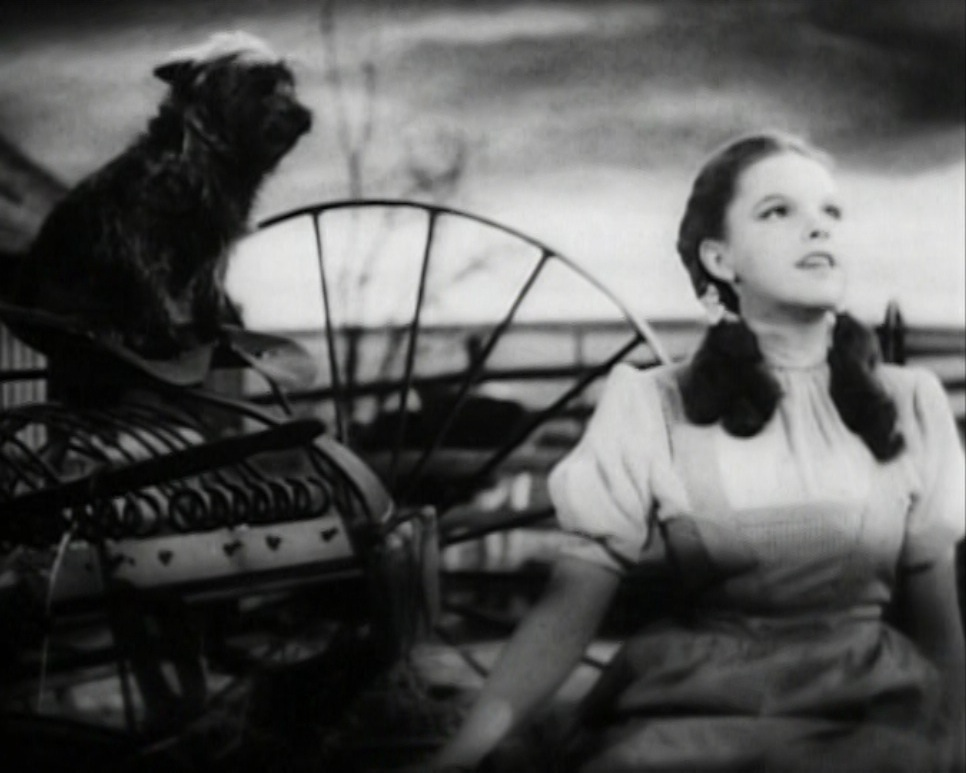
Dorothy (Judy Garland) canta Over the Rainbow

Dorothy Gale è una ragazza dolce e altruista che vive con gli zii Emma ed Henry in una fattoria del Kansas. La piccola possiede un cagnolino, Totò, che per l'ennesima volta ha combinato un guaio: ha infatti inseguito il gatto della signorina Almira Gulch, un'odiosa donna della zona, all'interno del suo giardino e, non appena questa ha cercato di acchiapparlo, lui le ha morso una gamba, riuscendo però a fuggire dalle sue grinfie grazie all'aiuto della padroncina.
Tornata alla fattoria, la ragazzina chiede aiuto agli zii, cercando di giustificare l'amato cagnolino. Questi però sembrano troppo occupati per ascoltarla: una vecchia incubatrice infatti si è rotta e parecchi pulcini sono in serio pericolo di vita. Sentendosi inascoltata, la ragazzina decide dunque di andare a parlare con i tre contadini che lavorano alla fattoria, Zeke, Hickory e Hunk. Anche loro sono però troppo occupati e non possono ascoltarla: solo Hunk le risponde, ribadendo che, secondo lui, lei ha la paglia al posto del cervello, poiché potrebbe tranquillamente evitare la signorina Gulch cambiando strada anziché ostinarsi a passare ogni volta davanti a casa sua. Dorothy espone le sue opinioni anche a Zeke, impegnato a dare il mangime ai maiali: questi le consiglia di farsi coraggio e gridare in faccia alla Gulch tutto quello che pensa di lei. Ma proprio lui, non appena la ragazzina cade all'interno del porcile, dimostra di essere un gran fifone.
La signorina Gulch, intanto, arriva alla fattoria annunciando di aver ottenuto il permesso dallo sceriffo di sequestrare e abbattere Totò: Dorothy va su tutte le furie ma non può fare nulla per salvare il cane, che però riesce in qualche modo a fuggire e a tornare dalla sua padroncina.
La zia Emma, di fronte all'ennesima richiesta d'aiuto della nipote, le chiede di viaggiare meno con la fantasia e di trovarsi in un posto dove stare tranquilla. Dorothy allora, nella celebre canzone “Over the Rainbow”, sogna di trovarsi in un mondo magnifico, dove il cielo e gli uccellini sono azzurri, dove tutti possono vivere felici. Delusa dalla poca considerazione, la ragazzina decide di andar via di casa insieme a Totò alla ricerca di un nuovo posto dove vivere. Durante il tragitto incontra il professor Meraviglia, un mago da strapazzo che vive all'interno di un carretto, che attraverso delle finte magie la convince a tornare a casa senza far impensierire gli zii.

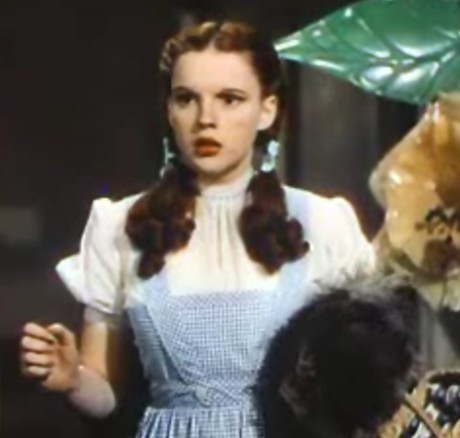
Dorothy arriva nel Regno di oz

All’improvviso il vento inizia a rinforzare: un pericoloso tornado sta infatti per abbattersi sulla regione. La zia Emma e gli altri abitanti della fattoria corrono alla ricerca di Dorothy, ma, non trovandola, decidono di rinchiudersi all'interno del rifugio per sfuggire alle devastazioni causate dal tornado. Tornata in casa, la ragazzina non trova nessuno e decide dunque di chiudersi nella sua stanza insieme al suo cagnolino. Con il forte vento, un'anta della finestra della sua camera viene via e la colpisce sulla testa, facendola svenire. Quando si risveglia vede molti oggetti, persone ed animali volare attorno ad essa: mucche, un pollaio, barche, persino una vecchia sulla sedia a dondolo. Appare sulla sua bicicletta anche la signorina Gulch, che, all'improvviso, si trasforma in una strega. La casa viene trascinata via dal tornado, precipitando e atterrando al suolo poco dopo con un boato.
(Dorothy appena esce fuori dalla casa e si ritrova nel paese dei Mastichini)

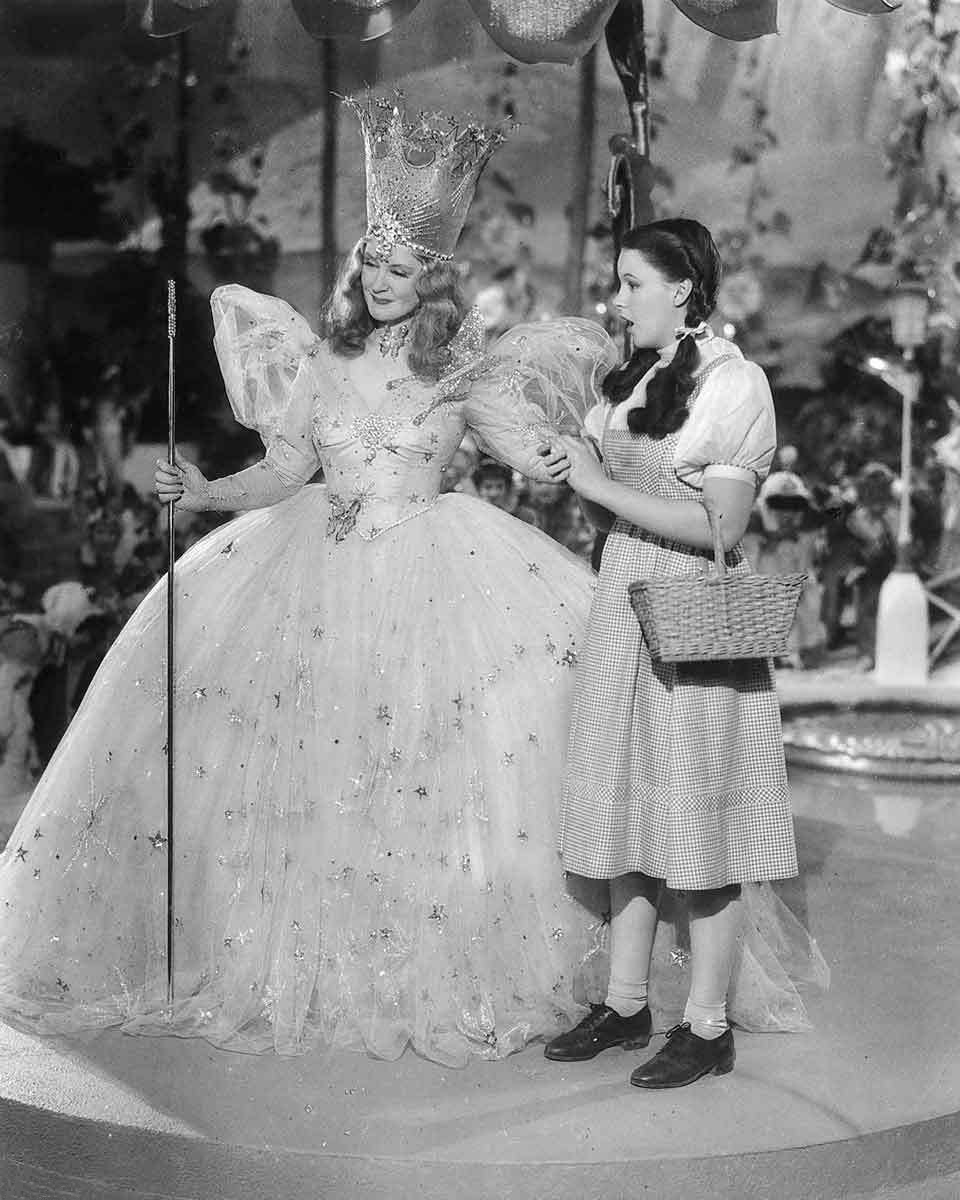
Glinda (Billie Burke) consiglia Dorothy

Usciti fuori, Dorothy e Totò si ritrovano in un mondo colorato, con delle piccole casette e una stradina dorata. In lontananza appare una strana palla luccicante, dalla quale fuoriesce una donna in splendidi abiti: Glinda, la strega buona del Nord, giunta in quel luogo per ringraziare la ragazzina che, senza saperlo, ha ucciso la crudele Strega dell'Est. La sua casa è infatti caduta sopra di essa e l'ha uccisa. Da cespugli ed alberi escono i Mastichini, gli abitanti di quel villaggio, salvati dalla minaccia della strega, che ringraziano la ragazzina per il suo intervento e la onorano come un'eroina.
Mentre tutti festeggiano Dorothy, da una nuvola rossastra appare la perfida Strega dell'Ovest, sorella della strega appena deceduta. La megera tenta a tutti i costi di prendere le scarpe che la sorella porta ai piedi, delle strane scarpette rosse luccicanti. Non appena la strega si avvicina queste scompaiono, ricomparendo ai piedi di Dorothy che, avendone ucciso la proprietaria, ne è ora la padrona. La strega dell'Ovest, infuriata, prima di sparire nel nulla, giura di vendicarsi sulla ragazzina e sul suo cagnolino. Terrorizzata, Dorothy chiede aiuto a Glinda, che consiglia alla giovane di raggiungere il mago di Oz che, con i suoi poteri, potrà ricondurla a casa: seguendo un bizzarro sentiero dorato giungerà al suo cospetto. Dopo aver salutato i Mastichini, Dorothy inizia il suo lungo viaggio verso la città di smeraldo, capitale del regno di Oz.

Dorothy insieme allo spaventapasseri (Ray Bolger) e all'uomo di latta (Jack Haley)

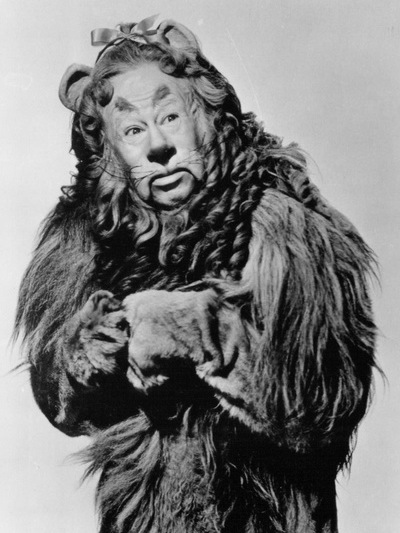
Il leone codardo (Bert Lahr)

La ragazzina si ferma a un bivio e non sa da che parte proseguire nel cammino. Un simpatico spaventapasseri parlante, appeso su un palo, dice alla giovane di proseguire verso destra. Poco dopo, confutando quanto detto, consiglia di andare verso sinistra e, infine, di andare per tutte e due le strade. Dorothy non sa cosa fare e chiede allo spaventapasseri come mai dica qualcosa e poco dopo contrasti quanto detto prima: questi dichiara di farlo perché non ha un cervello in testa, ma solo paglia. La ragazzina lo aiuta a liberarsi dal palo che lo tiene fermo e gli racconta la sua storia. Lo spaventapasseri vuole seguire Dorothy alla città di smeraldo per poter così chiedere al mago di Oz un cervello. I due si mettono così in viaggio, seguiti sempre dal fedele Totò.
Proseguendo nel cammino, Dorothy e lo spaventapasseri giungono nei pressi di un frutteto, dove sorgono degli alberi colmi di bellissime mele. La ragazzina, affamata, cerca di afferrarne una, ma uno degli alberi risponde alla provocazione dandole uno schiaffo. Lo spaventapasseri, però, utilizzando l'astuzia, li critica, reputando le loro mele orribili. Gli alberi si infuriano e, volendoli colpire, lanciano loro addosso i propri frutti. Il piano dello spaventapasseri è andato dunque a buon fine e Dorothy può sfamarsi.
Mentre raccoglie una delle mele si trova davanti una strana scultura di latta, un uomo con in mano un'accetta. Questi è in realtà un essere vivente, rimasto immobilizzato a causa di una pioggia torrenziale che l'ha arrugginito. Dorothy e lo spaventapasseri decidono di aiutarlo versando dell'olio sulle sue giunture e permettendogli di muoversi liberamente. Il boscaiolo di latta ringrazia i due viandanti per la cortesia e dichiara loro di essere molto triste perché senza cuore: Dorothy gli consiglia dunque di andare con loro per chiedere così al mago di Oz un cuore. L'omino di latta accetta la proposta della ragazzina ma la strega dell'Ovest ferma il loro viaggio, minacciando di distruggere Dorothy e i suoi due compagni. La ragazzina ha paura ma, grazie al conforto dei suoi due amici, decide di proseguire il viaggio.
I tre si ritrovano adesso in una foresta, dove si sentono versi di bestie selvatiche. Una di esse, un leone, piomba contro i viandanti, insultandoli e minacciandoli. L'uomo di latta e lo spaventapasseri, immobilizzati dalla paura, non sanno cosa fare per sconfiggerlo: è perciò Totò a difendere la padroncina. Il leone, di fronte all'abbaiare del cagnolino, decide di inseguirlo ma viene fermato da Dorothy, che gli rifila uno schiaffo al viso. Il leone comincia allora a piangere perché ha paura della ragazzina, confessandole inoltre di essere un gran fifone e di aver persino paura della propria ombra. Anche lui decide dunque di raggiungere con i tre viaggiatori la città di smeraldo per chiedere così al mago di Oz un po' di coraggio.
Alle spalle dell'allegra compagnia trama però la strega dell'Ovest che, osservando i loro movimenti da una sfera di cristallo, decide di fermare il loro cammino. Fra la foresta e la città di smeraldo si trova infatti un enorme prato pieno di papaveri rossi. Non appena i quattro vedono in lontananza la capitale del regno di Oz, corrono felici verso di essa attraversando il campo di papaveri, non sapendo che la strega ha gettato un sortilegio su di essi. I fiori infatti fanno addormentare Dorothy, Totò e il leone (gli unici esseri che respirano), lasciando però svegli lo spaventapasseri e l'uomo di latta. I due chiedono aiuto alla strega buona Glinda, che annulla il sortilegio facendo nevicare. La strega cattiva, su tutte le furie, decide di recarsi direttamente alla città di smeraldo.
I quattro viaggiatori, dopo aver attraversato indenni il campo di papaveri, giungono così di fronte all'enorme portone della città, dove un bizzarro guardiano, vestito di verde, vieta loro il passaggio. Dopo aver visto che Dorothy indossa le scarpette della strega dell'Est, decide di farli entrare nella capitale del regno di Oz, città gigantesca, colorata di verde smeraldo, dove vengono accolti da un altro uomo, anch'egli vestito di verde dalla testa ai piedi, che, su un carro trainato da un cavallo multicolore, li conduce in una “beauty farm” per farli riassettare dopo le fatiche del viaggio.
Mentre i quattro si rifocillano, la strega dell'Ovest giunge con la sua scopa nella città di smeraldo, scrivendo nel cielo, con un fumo nero, una frase: "Arrenditi Dorothy". La popolazione corre verso il mago di Oz per chiedere aiuto, ma un guardiano li ferma e placa i loro animi. Dorothy gli chiede dunque di poter vedere il mago ma questi è occupato e non può accoglierli. La ragazzina comincia a piangere per la disperazione: il guardiano, commosso, decide di farli entrare al cospetto del mago di Oz.
Questi fa spaventare con il suo aspetto da Testa gigante e i propri trucchi i quattro viandanti, specialmente il leone, che sviene quando viene chiamato (e dopo il colloquio scappa da una finestra). Dorothy e i suoi amici presentano al mago le loro richieste: il mago risponde che esaudirà i loro desideri solo se riusciranno a rubare la scopa della strega dell’Ovest e ordina pertanto di recarsi nel suo castello e di portarle via il prezioso oggetto.

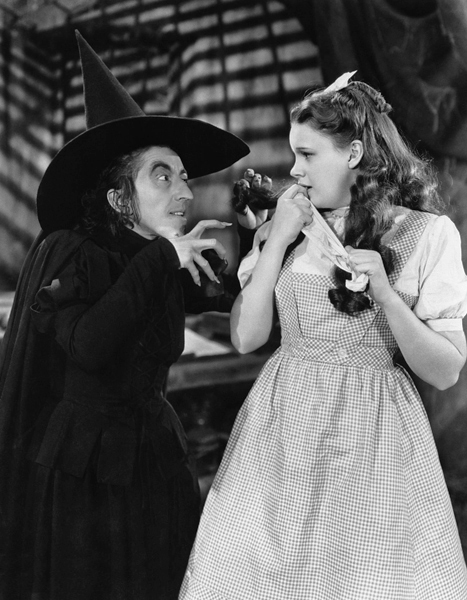
La Strega dell'Ovest (Margaret Hamilton) minaccia Dorothy

I quattro, in compagnia di Totò, si infiltrano così in una foresta oscura, popolata da gufi e avvoltoi. La strega è però decisa a non accoglierli e spedisce Nikko, il comandante delle scimmie volanti, e i suoi scagnozzi a rapire Dorothy e a eliminare i suoi compagni. Le scimmie, volando, giungono in poco tempo nella foresta oscura, rapiscono la ragazzina e il suo cane, spaventano il leone, disarmano l'uomo di latta e smontano lo spaventapasseri.
La giovane viene condotta in presenza della strega dell’Ovest, che vuole impossessarsi a tutti i costi delle scarpette appartenute alla sorella. Scopre però che non può farlo senza prima uccidere la ragazza, e decide dunque di studiare un modo per eliminarla senza distruggere il potere delle scarpe: imprigiona Dorothy in una stanza e mette in funzione una clessidra dalla sabbia rossa, sostenendo che, quando la sabbia finirà di scorrere, la ragazza morirà. Totò riesce intanto a fuggire dalle grinfie di Nikko e dei suoi scagnozzi. Il cagnolino raggiunge lo spaventapasseri, il leone e l'uomo di latta, guidandoli così verso il castello della strega.
I tre riescono ad eliminare alcune guardie della strega e a travestirsi con le loro armature, infiltrandosi così all'interno del palazzo. L'uomo di latta sfonda con l'accetta la porta della stanza in cui è imprigionata Dorothy, riuscendo a liberarla. La strega però riesce a metterli in trappola. Lo spaventapasseri, usando l'intuito, fa cadere un enorme lampadario sulla testa delle guardie, così riesce con i suoi compagni a scappare dalle loro grinfie. Corrono intorno al castello ma alla fine vengono circondati.
La strega decide di divertirsi con loro, così dà fuoco allo spaventapasseri. Dorothy tenta di salvarlo, gettando dell'acqua sul fuoco. Colpisce però la crudele strega che, essendo insofferente all'acqua, si scioglie. Nikko e gli altri scagnozzi della maga, vedendo la propria padrona distrutta, onorano la ragazzina e le consegnano la scopa della strega, grazie alla quale potrà ricevere i doni dal mago di Oz.
Quando Dorothy e i suoi compagni ritornano dal mago con la scopa, questi non sa come rispondere e decide di esaudire i loro desideri il giorno dopo. La ragazzina si lamenta con lui e scopre, grazie all'aiuto di Totò, che colui che diceva di essere un mago non è un mago vero ma un semplice essere umano, persosi nel mondo di Oz dopo un viaggio in mongolfiera. L'uomo riesce però ad esaudire lo stesso i desideri degli amici di Dorothy: lo spaventapasseri ha dimostrato di essere molto intelligente, ha solo bisogno di un attestato che lo confermi; il leone, benché fifone, ha saputo affrontare pericoli per salvare Dorothy, ed è dunque premiato con una medaglia; l'uomo di latta si è dimostrato di buon cuore, disponibile e affettuoso, e gli viene dunque donato un orologio a forma di cuore che gli ricordi come, benché privo di un cuore vero, sappia comunque amare.
Il mago decide però di aiutare anche Dorothy, rispolverando la sua vecchia mongolfiera per tornare in Kansas con la ragazzina e designa i tre amici di Dorothy come nuovi reggenti della città. Mentre il popolo acclama il proprio sovrano in partenza, Dorothy saluta gli amici e sale sul pallone volante. Totò però scende da esso per inseguire un gatto; il mago di Oz non riesce a fermare la mongolfiera, volando quindi via da solo. Ad assicurare il ritorno a casa per la ragazzina è Glinda, che le rivela che le scarpette della strega dell'Est, battute tre volte, possono esaudire i desideri; Dorothy, felice, può quindi tornare nel Kansas.
Al suo risveglio si ritrova a casa sua, nel proprio letto, circondata dalla zia Emma, dallo zio Henry, Zeke, Hickory ed Hunk e perfino dal professor Meraviglia: la ragazza riconosce nei tre contadini il leone, l'uomo di latta e lo spaventapasseri e nel professor Meraviglia il mago di Oz.

## Produzione

### Sceneggiatura
Mervyn LeRoy ingaggiò per la realizzazione del film ben 14 sceneggiatori, benché il lavoro principale sia attribuito soltanto a tre di essi: Florence Ryerson, Edgar Allan Wolff e Noel Langley.
Inizialmente lo script venne affidato a Irving Brecher nel 1938, poco dopo l'acquisto dei diritti del libro da parte della MGM per 40 000 $, Brecher venne immediatamente contattato per un altro film e l'incarico di scrivere la sceneggiatura di Il mago di Oz passò a Herman J. Mankiewicz il 28 febbraio 1938 a cui si aggiunse Ogden Nash il 7 del mese successivo e in seguito anche Noel Langley l'11 marzo. Mankiewicz e Nash vennero esclusi dal progetto lasciando Langley solo, egli completò la prima versione della sceneggiatura il 5 aprile 1938. Per la revisione del copione a Langley vennero affiancati per brevi periodi altri autori (tra cui Herbert Fields e Samuel Hoffenstein), ma Langley completò il copione da solo il 4 giugno 1938, lo consegnò alla produzione che lo sottopose ad un'ulteriore revisione da parte di Florence Ryerson ed Edgar Allan Woolf prima di dare inizio alle riprese.
Langley apportò sulla sceneggiatura cambiamenti che avrebbero influito molto sulla trama del film: cambiò le scarpette argentate di Dorothy in scarpette di rubino e affidò a Judy Garland la celebre battuta "Non c'è posto più bello della propria casa". Elemento fondamentale: Langley fece in modo che Dorothy sognasse gli abitanti del regno di Oz, come ad esempio lo spaventapasseri o l'uomo di latta, con le sembianze dei suoi amici e conoscenti nel Kansas. LeRoy, dopo aver letto la sceneggiatura, ormai conclusa, fece cancellare alcuni episodi. Ad esempio, Dorothy avrebbe dovuto avere una piccola relazione sentimentale con uno dei fattori, e precisamente con Hunk. Il regista, ricordando agli sceneggiatori che Dorothy era solo una bambina di dodici anni, eliminò da principio questo elemento.
Nel libro le scarpette di Dorothy sono d'argento, nel film di rubino. Il modello indossato dalla protagonista fu creato dal costumista Adrian e realizzato in seta bianca poi ricoperta di organza bordeaux ricamata a paillettes e con l'aggiunta di due fiocchi. Il colore rosso fu una scelta favorita dall'adozione del Technicolor.

### Casting

#### Judy Garland

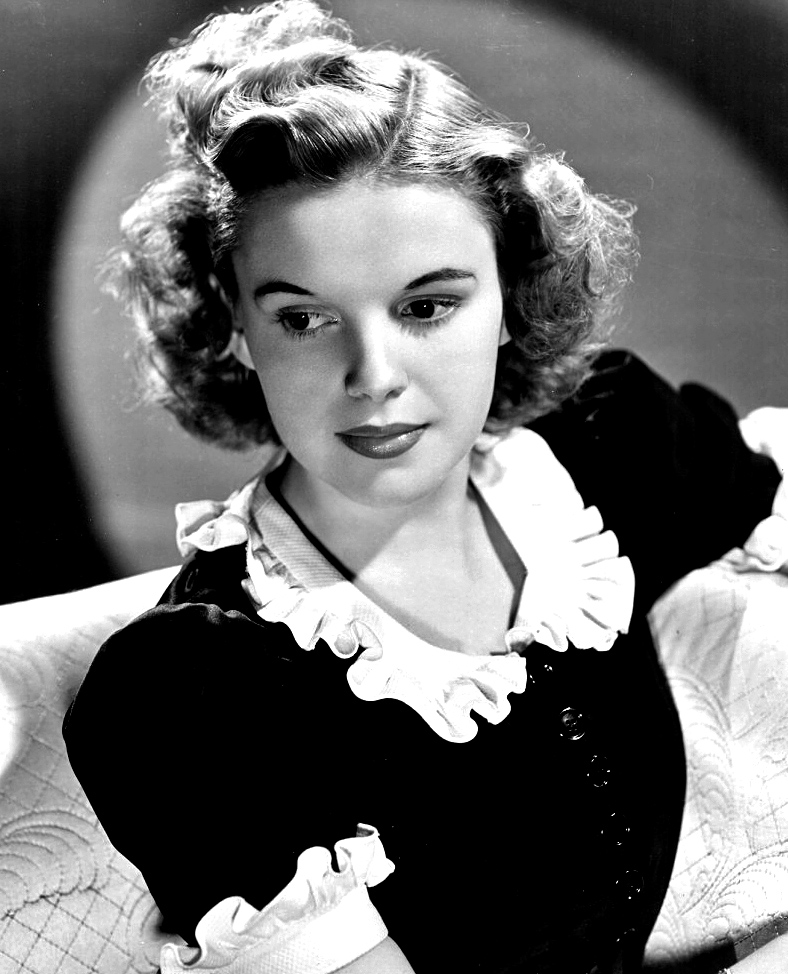
Judy Garland, interprete di Dorothy Gale

Per la parte di Dorothy era necessario scritturare un'attrice molto giovane ma con una comprovata esperienza in ambito cinematografico o teatrale. Shirley Temple e Judy Garland furono le grandi favorite nella corsa per il ruolo: vennero prese in considerazione altre attrici, tra cui Deanna Durbin (la rivale della Garland) e Bonita Granville. La Temple aveva un contratto di esclusiva con 20th Century Fox e la MGM avviò delle trattative per ottenerla in prestito il tempo necessario a girare il film; l'offerta di Louis B. Mayer fu di prestare Clark Gable e Jean Harlow alla compagnia rivale, ma la morte di quest'ultima rallentò le trattative che vennero definitivamente sospese dopo la scelta della Garland da parte degli autori del film per via del suo maggiore talento vocale.
La Garland aveva 16 anni quando iniziarono le riprese, ma aveva un'esperienza cinematografica quasi decennale avendo debuttato nel 1929 nel film The Big Revue e aveva già recitato in una decina di film. A partire dal 1936 cominciò ad avere ruoli da protagonista ed ebbe fama in tutti gli USA grazie al suo talento di cantante e di ballerina; quindi è pur vero che questo film rappresenta la sua più famosa interpretazione e quella per cui viene generalmente ricordata da tutti, ma è scorretto pensare che sia stato solo questo film a lanciarla nel firmamento delle stelle di Hollywood, essendo già da alcuni anni una personalità celebre dello star system. LeRoy, benché l'avesse già scritturata, era ancora titubante poiché la Garland, essendo già adolescente, presentava tratti femminili tipici della sua età, mentre Dorothy doveva essere solo una bambina. Quando iniziarono le riprese, LeRoy stesso dichiarò: "Credo di aver fatto la scelta esatta, è straordinaria".

#### Ray Bolger

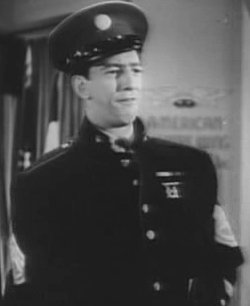
Ray Bolger, interprete dello Spaventapasseri

Ray Bolger era un apprezzatissimo ballerino di Tip-tap di Broadway ma in ambito cinematografico aveva realizzato pochi lavori, principalmente musicali. Mervyn LeRoy lo volle fortemente dopo aver visto le sue eccezionali doti di ballo affidandogli la parte dell'Uomo di latta. Bolger accettò ma non era convinto di poter dare il meglio di sé nel ruolo che il produttore aveva scelto per lui; propose quindi a LeRoy di rivedere le parti e lo convinse ad assegnargli il ruolo dello Spaventapasseri senza cervello. Il produttore chiese a Buddy Ebsen (scritturato per il ruolo dello Spaventapasseri) se aveva obiezioni: questi non si oppose alla decisione convincendo il produttore ad invertire definitivamente i ruoli dei due attori. Con questo ruolo, Bolger poté esibire il suo corpo "snodabile" e in alcune scene (poi tagliate nella versione definitiva del film) anche le sue doti di grande ballerino acrobatico che gli consentirono di "sfondare" anche in campo cinematografico, cosa che indubbiamente non avrebbe potuto fare nel ruolo dell'Uomo di latta.

#### Jack Haley
Inizialmente fu scelto e scritturato Buddy Ebsen per il ruolo dello Spaventapasseri, ma, esattamente come Ray Bolger, l’attore non gradiva questo ruolo ritenendo più adatta per lui la parte dell'Uomo di latta. Quando Bolger chiese al produttore di poter invertire le parti Ebsen accettò felicemente la richiesta. Tuttavia fu costretto ad abbandonare il progetto dopo circa 10 giorni di riprese: Ebsen infatti non aveva avvertito la produzione e i truccatori (e forse non era egli stesso a conoscenza) di una forte intolleranza all'alluminio. Il trucco preparato per il volto di Ebsen conteneva una grande quantità di alluminio (indispensabile per ottenere la colorazione voluta) che provocò una reazione allergica sul volto dell'attore. Inoltre, a causa del fatto che per il trucco venne preparato in polvere e non in forma cremosa, lo sfortunato attore inalò una consistente quantità di alluminio che gli provocò dei problemi respiratori che fecero temere per la sua vita. Fortunatamente si riprese dopo un paio di mesi di ospedale, ma fu costretto a lasciare la parte libera. I produttori in tutta fretta chiamarono Jack Haley per ricoprire il vuoto che si era creato.

#### Margaret Hamilton

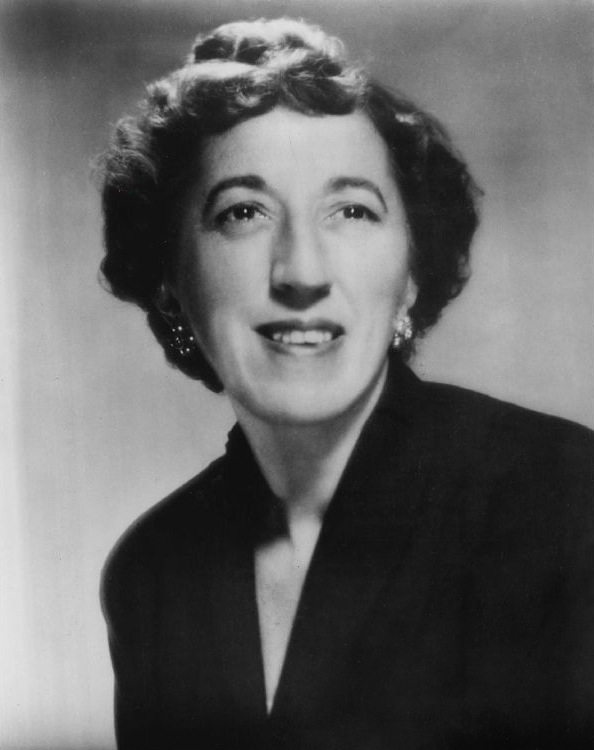
Margaret Hamilton, la malvagia strega dell'Ovest

Per la parte della Strega dell’Ovest venne scritturata Gale Sondergaard. Questa inizialmente accettò perché il personaggio originale prevedeva una strega che sebbene malvagia fosse dotata comunque di grande fascino e bellezza (su esempio della malvagia matrigna inventata da Walt Disney per Biancaneve e i sette nani). La produzione in seguito però cambiò idea preferendo la tipica strega di aspetto sgradevole con vestito nero, cappellone a punta e che vola sulla scopa. La Sondergaard rinunciò definitivamente alla parte il 10 ottobre 1938 perché non voleva sottoporsi quotidianamente ad un lungo ed estenuante trattamento di make up avente come fine quello di renderla orribile. Per la parte fu dunque contattata un'attrice non particolarmente affascinante, Margaret Hamilton. La Hamilton fu felicissima di prendere parte al film perché era una grande ammiratrice dei libri di Frank Baum, ma dichiarò anni dopo che le sarebbe piaciuto interpretare qualche altro ruolo rispetto a quello della strega malvagia, e che rimase molto male quando LeRoy le disse quale era la parte per cui voleva scritturarla.

#### Bert Lahr
Se Jack Haley e Margaret Hamilton furono dei rimpiazzi, Bert Lahr detiene un primato particolare nella storia del cinema: è infatti l'unico attore ad essere stato scritturato per sostituire un animale. Per la parte del leone codardo, infatti, Mervyn LeRoy aveva in mente un progetto estremamente ambizioso: voleva utilizzare Leo, il famosissimo leone del logo della MGM, facendolo "doppiare" da un attore nelle parti in cui era necessario farlo dialogare. Tuttavia le notevoli complessità nell'addestrare l'animale e la comprensibile paura degli attori fece ritornare sulle sue posizioni il produttore; inoltre la scelta degli sceneggiatori di affidare i ruoli degli amici nel mondo reale di Dorothy agli interpreti degli amici nel mondo di Oz gli fecero cambiare idea. Bert Lahr ottenne rapidamente la parte dopo il naufragio del progetto riguardante Leo il leone e un brevissimo casting.

#### Le comparse
Non appena tutto il cast fu al completo, gli studi della MGM vennero invasi da centinaia di piccoli uomini, fra nani e bambini, provenienti da ogni parte degli Stati Uniti: erano gli attori scritturati per il ruolo dei Mastichini, gli abitanti del regno di Oz. Ogni nano aveva un costume diverso, e ci vollero ben 5 settimane per concluderli tutti. Jack Dawn, prima dell'inizio delle riprese, truccò ogni mastichino e lo fece fotografare dopo aver concluso, così da permettere ai suoi assistenti di compiere lo stesso lavoro il giorno dopo. Leggendarie le loro terribili scorribande: essendo tantissimi combinavano molti guai. Alcuni di loro erano persino dediti all'alcool e non esitavano a fare dichiarazioni incresciose alle attrici sul set, specialmente a Judy Garland.

#### Gli animali
Terry, il cagnolino interprete di Totò (una delle star canine hollywoodiane dell'epoca, con tanto di carriera cinematografica e retribuzione di ben 125$ a settimana), venne involontariamente calpestato da uno degli attori che interpretava una guardia della strega e venne sostituito per due settimane da un altro cane. Judy Garland si affezionò così tanto a lui che volle adottarlo, proposta che venne però rifiutata dal proprietario.
Per la scena del cavallo che cambia colore nella Città di Smeraldo vennero utilizzati diversi cavalli, colorati con cristalli di gelatina. Queste scene dovettero essere girate in fretta, prima che i cavalli cominciassero a leccarsi la gelatina. Il corvo che si posa sullo Spaventapasseri venne interpretato da Jimmy the raven, un esemplare di corvo imperiale che apparve in diversi film dell'epoca.

### Riprese

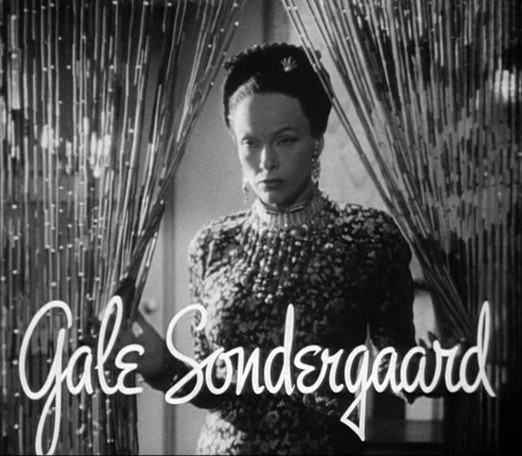
Gale Sondergaard, inizialmente scritturata per il ruolo della strega, poi sostituita da Margaret Hamilton

Le riprese ufficiali, sotto la regia di Cukor, Fleming e Vidor, durarono dal 13 ottobre 1938 al 16 marzo 1939. La lavorazione del film tuttavia cominciò diverso tempo prima e fu iniziata da Richard Thorpe, che diresse gran parte della pellicola. Durante una sosta di alcune settimane, causata dall'infortunio di Ebsen, LeRoy decise di rivedere ciò che era stato girato. Non apprezzò le riprese dirette da Thorpe perché prive di spirito infantile. Decise dunque di dare il suo posto a George Cukor, che sarebbe rimasto sul set pochi giorni, dovendo girare Via col vento (che non avrebbe concluso). Il regista modificò gran parte dei costumi e dei trucchi, in particolare ordinò che venisse eliminata la parrucca bionda che, durante la direzione di Thorpe, doveva indossare Judy Garland, optando sulle più classiche (e adesso divenute immortali) treccine castane. Cambiò inoltre l'aspetto dell'antagonista attirandosi le ire della Sondergaard che fu costretta a rinunciare al ruolo. George Cukor venne in seguito sostituito da Victor Fleming (che, con la stessa procedura, si insedierà alla guida dell'altro kolossal targato MGM: Via col vento). Le riprese furono particolarmente faticose per i membri del cast per via del caldo insopportabile presente nei teatri di posa al coperto unito all'uso di pesanti costumi e trucco; Bert Lahr fu sottoposto a quella che egli stesso definì una vera tortura, ovvero indossare il pesantissimo (più di 40 chilogrammi) costume da leone unito al marcato trucco della faccia. Anche Ray Bolger soffrì molto per via della imbottitura di paglia ruvida che era costretto a portare. A questi problemi si aggiunse il già citato cambio di attore per la parte dell'Uomo di latta dovuta al grave infortunio di Buddy Ebsen. Durante le riprese anche Margaret Hamilton rischiò un grave incidente: esattamente come per Buddy Ebsen, fu il trucco a causare un grave rischio per la sua incolumità. La Hamilton portava un trucco a base di polvere di rame per rendere la sua faccia di colore verde: nella scena della prima apparizione della Strega dell’Ovest nel paese dei Mastichini, questa appare e scompare dalla scena per mezzo di una fiamma; questa fiamma era stata realizzata dai tecnici utilizzando delle polveri incendiarie: inavvertitamente alcuni granelli incandescenti di polvere finirono sul volto della Hamilton incendiando la polvere di rame e causandole ustioni di secondo e terzo grado. Inoltre, durante la scena nella foresta, alcuni attori che recitavano la parte delle scimmie rimasero feriti, in quanto le corde di pianoforte che li sorreggevano si spezzarono, facendoli cadere a terra da diversi metri di altezza.. Nella scena della nevicata, dopo che Dorothy fugge dalla strega, la neve era fatta di fibre di amianto, come anche il vestito di Ray Bolger (che morì di tumore alla vescica nel 1987 a 82 anni) era completamente rivestito di amianto per proteggere l’attore dal fuoco.
A poche settimane dalla fine delle riprese, il 12 febbraio 1939, Victor Fleming dovette abbandonare le riprese per dedicarsi alla realizzazione di Via col vento. Venne sostituito dunque da King Vidor che diresse il prologo e l'epilogo in bianco e nero virato in color seppia. Questi però decise di non essere incluso nei crediti finali, consapevole che il lavoro maggiore era stato svolto da Fleming.

#### Leggende metropolitane
Una leggenda metropolitana molto macabra e rimasta in piedi per molti decenni vuole che uno degli attori, affetto da nanismo, chiamato ad interpretare uno dei Mastichini si fosse suicidato impiccandosi durante le riprese. La produzione, temendo uno scandalo ed eventuali ritorsioni sulla produzione, avrebbe soffocato la notizia. Secondo alcune teorie, supportate da filmati che riportano la scena incriminata ingrandita, il suicidio dell'attore sarebbe visibile sullo sfondo di una scena del film. Le teorie sono state definitivamente smentite dopo il restauro del film, nel quale si nota che lo strano oggetto, chiave della leggenda metropolitana, è in realtà un grosso uccello (simile a una gru o a una cicogna) che si muove e apre le ali. Anche il trailer originale del film, risalente all'epoca dell'uscita, mostra l'uccello.
Un'altra leggenda metropolitana vuole che guardando il film e ascoltando contemporaneamente l'album The Dark Side of the Moon dei Pink Floyd si noti una strana sincronia tra musica ed immagini. Tuttavia questa leggenda è ritenuta palesemente fasulla in quanto l'album dura meno di 50 minuti mentre il film supera i cento, inoltre il gruppo ha smentito ogni sincronia volontaria fra le due opere.

### Effetti speciali
A. Arnold Gillespie era, negli anni trenta, il mago degli effetti speciali a Hollywood. Venne ingaggiato da LeRoy per realizzare scene mai viste prima. Gillespie doveva riuscire a creare per quella pellicola effetti mai visti prima di allora: scimmie volanti, palle di fuoco, una strega che si scioglie e vola con la scopa, e, soprattutto, una casa trascinata via da un tornado.
Per rendere l'effetto della fattoria che cade dall'alto per poi finire nel mondo di Oz, Gillespie utilizzò un metodo tanto semplice quanto ingegnoso: fece dipingere il pavimento dello studio come il cielo del Kansas, dopodiché gettò dall'alto un modellino della casetta di Dorothy e poi riprese la scena al contrario. In questa maniera nella scena sembra quasi che sia la casa a cadere dal cielo sulla terra mentre, in realtà, è solo un abile trucco. Per rendere inoltre l'idea del tornado in lontananza, Gillespie fece costruire un enorme oggetto di stoffa a forma di imbuto, lungo circa 10 metri, la cui parte superiore era legata ad un porta lampada che si spostava per l'intera lunghezza del set, seguendo un percorso ad S.
Altra ingegnosa soluzione venne trovata per la morte della strega. Sotto i piedi di Margaret Hamilton venne posta una botola: nel momento in cui Judy Garland gettava l'acqua sul volto della strega, questa iniziava a scendere lentamente dentro la botola, dalla quale fuoriusciva un fumo biancastro. In questa maniera lei scendeva verso il basso, mentre l'abito rimaneva sul pavimento, dando così l'idea di essersi davvero liquefatta.

### Post-produzione
Il montaggio del film e la sincronizzazione con la colonna sonora e con il suono iniziarono nel giugno del 1939, poco dopo la fine delle riprese. In questa sede gli autori scelsero di tagliare alcune scene per rendere il film più scorrevole e meno ripetitivo, eliminando quindi l'esibizione di ballo dello spaventapasseri, una scena riguardante l'uomo di latta, una seconda esibizione canora di Judy Garland con "Over the Rainbow" e la fastosa parata organizzata dal popolo per il ritorno dei protagonisti dopo aver ucciso la strega (una scena particolarmente lunga che richiese molta preparazione e molto lavoro).

## Colonna sonora

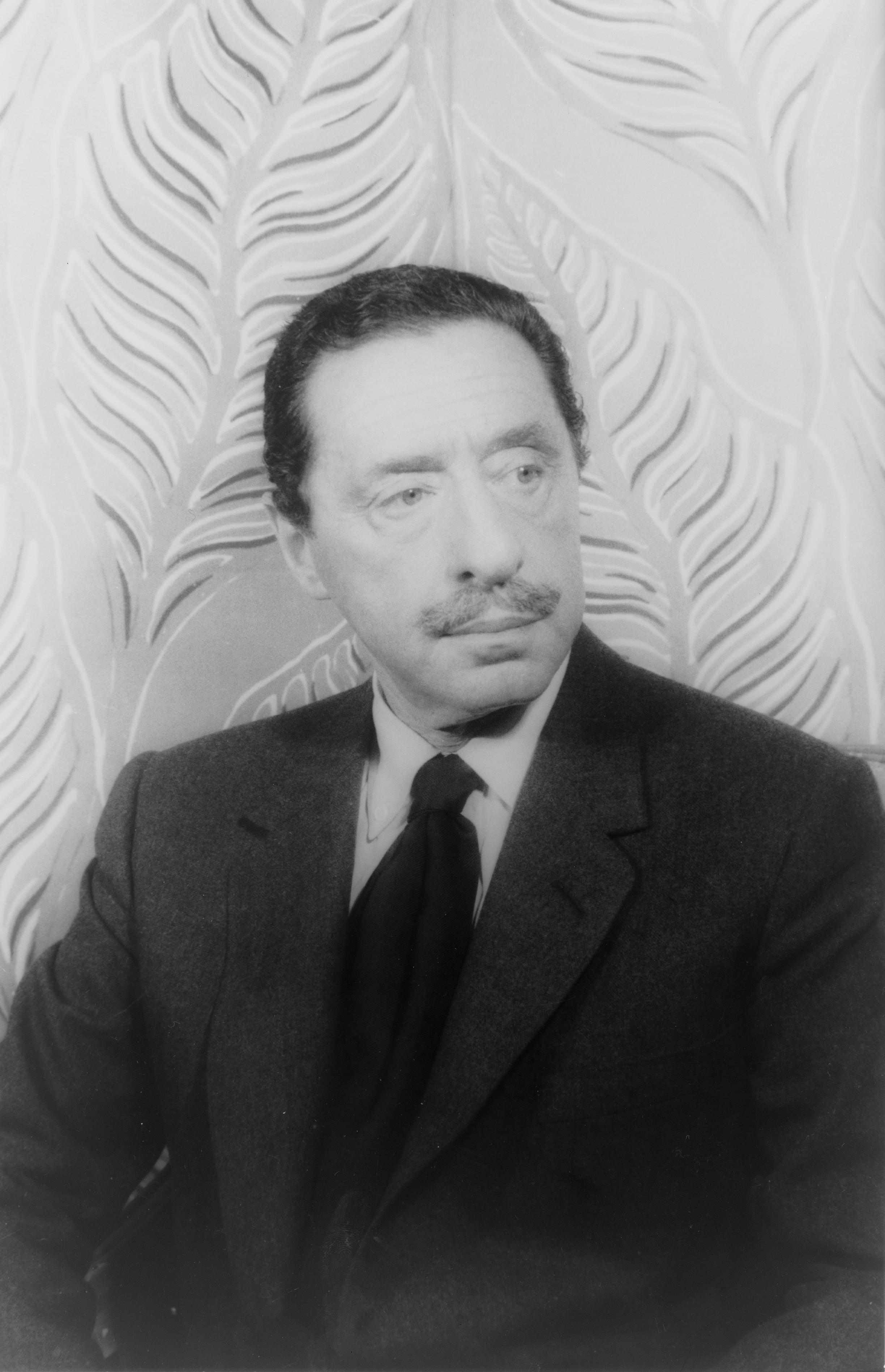
Harold Arlen, principale autore della colonna sonora, fotografato nel 1960

Per la realizzazione delle musiche Mervin LeRoy chiese l'aiuto di Arthur Freed come socio non accreditato. Quest'ultimo affidò la composizione delle canzoni ad Harold Arlen e a Yip Harburg. I due cominciarono a lavorare sulle musiche il 19 maggio 1938 e conclusero quattordici settimane dopo. Senza dubbio la canzone che più di ogni altra rimase impressa nella mente degli spettatori fu "Over the Rainbow", divenuta un classico. Dopo la seconda anteprima doveva essere cancellata dal film perché, secondo alcuni dirigenti, rallentava l'andamento della trama ma fu lo stesso LeRoy a non accettare le loro proposte.
Le tre canzoni relative allo spaventapasseri, all'uomo di latta e al leone codardo, i famosi "If I only had...", vennero tratte da una musica già esistente, creata precedentemente per un musical a Broadway.
In alcune scene vi è anche utilizzo di alcuni brani di musica classica. Nella scena in cui i protagonisti liberano Dorothy dal castello della strega ad esempio vi è Una notte sul Monte Calvo, brano di Musorgskij.
Over the Rainbow venne incisa più volte dalla Garland e da altri cantanti su dischi 45 giri; il resto della colonna sonora è stato inciso e pubblicato inizialmente su audiocassetta nel settembre del 1995 e in seguito alla diffusione del CD anche su questo supporto all'inizio del nuovo millennio.

### Tracce
Segue un elenco dei brani inclusi nel film:
1. Main Title - MGM Orchestra & Coro
2. Over the Rainbow - Judy Garland, E.Y. "Yip" Harburg
3. Cyclone [Extended Version] - MGM Studio Orchestra
4. Follow the Yellow Brick Road/You're off to See the Wizard - Judy Garland
5. If I Only Had a Brain [Extended Version] - Ray Bolger, Judy Garland
6. We're off to See the Wizard [Duo] - Ray Bolger, Judy Garland
7. If I Only Had a Heart [Extended Version] - Jack Haley, Sr.
8. We're off to See the Wizard [Trio] - Ray Bolger, Buddy Ebsen, Judy Garland
9. If I Only Had the Nerve - Ray Bolger, Judy Garland, Jack Haley, Sr., Bert Lahr
10. We're off to See the Wizard [Quartetto] - Ray Bolger, Buddy Ebsen, Judy Garland, Bert Lahr

## Promozione
Quando la MGM incominciò ad acquistare i costumi per l'adattamento cinematografico de Il meraviglioso mago di Oz del 1939, a Frank Morgan (che interpretava il mago) toccò un soprabito acquistato di seconda mano; osservandone la fodera, Morgan vi trovò un'etichetta con la scritta "Proprietà of L. Frank Baum". In seguito, la moglie di Baum confermò che il soprabito era effettivamente appartenuto a suo marito. La MGM utilizzò questa singolare coincidenza nella pubblicità del film.

### Slogan
Alcuni slogan utilizzati durante la distribuzione per pubblicizzare il film:
- «Mighty Miracle Show Of 1000 Delights!»
«Potente Miracoloso Spettacolo di 1.000 Delizie!»
- «Gaiety! Glory! Glamour!»
«Gaiezza! Gloria! Fascino!»
- «Metro-Goldwyn-Mayer's Technicolor Triumph»
«Un trionfo in Technicolor della Metro-Goldwyn-Mayer»
- «Biggest Screen Sensation Since "Snow White"!»
«La più grande emozione cinematografica dai tempi di Biancaneve!»
- «The Greatest Picture in the History of Entertainment!»
«Il più grande film nella storia dell'intrattenimento!»

## Distribuzione

### Uscita e risultati commerciali
L'anteprima del film avvenne all'Orpheum Theatre di Green Bay, nel Wisconsin, il 10 agosto 1939. Il film riscosse immediatamente un grande successo incassando 3.017.000 $ nell'anno di uscita (a fronte di un budget di 2.777.000 $). Complessivamente negli USA il film incassò 15.569.431 $ a cui vanno aggiunti i 969.000 $ del mercato estero, quindi l'incasso totale del film fu di 16.538.431 $. Nel 1998 il film venne ridistribuito sul mercato nordamericano ottenendo un buon successo di pubblico con un incasso complessivo abbondantemente superiore ai 100.000.000 $.

### Date di uscita e titoli internazionali
Le date di uscita internazionali sono state:
- 10 agosto 1939 negli Stati Uniti (Green Bay, in anteprima)
- 11 agosto negli Stati Uniti (Appleton, Kenosha, Capo Cod)
- 12 agosto negli Stati Uniti (Oconomowoc, in anteprima)
- 13 agosto negli Stati Uniti (Racine, Sheboygan)
- 15 agosto negli Stati Uniti (Hollywood, Filadelfia) e Grecia (Ο μάγος του Οζ)
- 17 agosto negli Stati Uniti (New York)
- 21 agosto in Canada
- 25 agosto negli Stati Uniti
- 18 settembre in Brasile (O mágico de Oz)
- 27 ottobre in Sudafrica
- 17 novembre in Argentina, Cuba e Uruguay (El mago de Oz)
- 2 dicembre in Unione Sovietica (Волшебник страны Оз)
- 1º gennaio 1940 in Messico e Porto Rico (El mago de Oz)
- 2 gennaio in Svezia (Trollkarlen från Oz)
- 26 gennaio nel Regno Unito
- marzo 1940 nei Paesi Bassi
- 18 marzo 1940 in Estonia (Võlur Oz)
- 21 marzo in Ungheria (Óz, a csodák csodája)
- 26 marzo in Danimarca (Troldmanden fra Oz)
- 28 marzo in Giamaica
- 12 aprile in Irlanda
- 18 aprile in Australia
- 17 maggio in Iran (Jadugar-e shahr-e oz) e Palestina (Ha-Kossem M'Eretz Ootz)
- 10 novembre in Jugoslavia (Čarobnjak iz Oza / Čarovnik iz Oza)
- 13 novembre in Portogallo (O Feiticeiro de Oz)
- 26 dicembre in Turchia (Oz Büyücüsü)
- 1º marzo 1941 in Islanda (Galdrakarlinn í Oz)
- 19 novembre in Thailandia
- 21 novembre in Finlandia (Ihmemaa Oz)
- 1º marzo 1945 in Spagna (Madrid) (El mago de Oz)
- 31 marzo in Spagna (Barcellona) (El màgic d'Oz / El mago de Oz)
- 23 giugno 1946 in Belgio (Le magicien d'Oz)
- 26 giugno in Francia (Le magicien d'Oz)
- 6 febbraio 1947 a Hong Kong (綠野仙蹤)
- 4 dicembre in Italia (in lingua originale)
- 1º ottobre 1949 in Italia (doppiato)
- 6 ottobre 1950 in Austria (Das zauberhafte Land)
- 19 aprile 1951 in Germania Ovest (Das zauberhafte Land)
- 6 gennaio 1952 in India
- 15 gennaio 1953 nelle Filippine
- 22 dicembre 1954 in Giappone (オズの魔法使い)

### Edizione italiana
Il film fu distribuito per la prima volta nelle sale italiane direttamente dalla Metro-Goldwyn-Mayer il 4 dicembre 1947, in lingua originale e sottotitolato.
La prima versione in lingua italiana del film, venne distribuita nei cinema il 1º ottobre 1949 dalla C.I.A. Cinematografiche Internazionali Associate. La realizzazione dei manifesti e delle locandine fu affidata al pittore cartellonista Carlantonio Longi. Per il doppiaggio, eseguito a Roma dalla C.I.A. con la partecipazione della C.D.C., venne scelta la voce di Miranda Bonansea per Judy Garland, già doppiatrice abituale di Shirley Temple negli anni trenta con il nome di Miranda Garavaglia. Le parti cantate furono affidate al Quartetto Cetra e a Lucia Mannucci, che da solista eseguì le canzoni di Dorothy in italiano. Dialoghi e canzoni (tranne Over the Rainbow che restava in originale) vennero adattati da Roberto De Leonardis e il commento musicale (completamente rifatto nonostante l'Oscar vinto dal film per la migliore colonna sonora) fu rieseguito sotto la direzione di Alberto Paoletti.
Dopo diversi passaggi televisivi sulle televisioni private con il primo doppiaggio, il film fu ridoppiato per la messa in onda della Rai nel 1982. Questa edizione, fu trasmessa per la prima volta la sera della vigilia di Natale del 1982 su Rete 1. Il ridoppiaggio, eseguito dallo Studio Dodi e diretto da Rino Mencuccini, possiede a differenza del primo la colonna sonora originale con le canzoni in inglese, e ha dialoghi praticamente identici alla versione del 1949: l'adattamento fu a cura di Alberto Piferi.
Nel 1985, il film fu ridoppiato una seconda volta appositamente per l'uscita in VHS, distribuita nel 1986 da Panarecord su licenza MGM/UA, stavolta con dialoghi molto diversi dalle precedenti edizioni, ma sempre con colonna sonora originale e canzoni in inglese. Il doppiaggio è stato eseguito presso lo studio Coop. A.D.C. di Milano e diretto da Silvana Fantini, ed è stato riutilizzato in tutte le edizioni home video edite da MGM e Warner Bros.
Oltre al ripristino della colonna sonora e delle canzoni originali, tra le principali differenze di adattamento riscontrabili nelle tre edizioni italiane vi sono le seguenti:
- Nel primo doppiaggio sono stati cambiati i nomi di Hunk, Zeke e Hickory rispettivamente in: Jack, Dick e Gionata; mentre il nome della zia Em è sempre stato italianizzato in Emma in tutte e tre le edizioni.
- Nel primo e nel secondo doppiaggio i Munchkin vengono chiamati Maramei, mentre nel terzo diventano Mastichini.
- La battuta detta dal mago all'uomo di latta, in originale: «a heart is not judged by how much you love; but by how much you are loved by others» («un cuore non si giudica da quanto tu ami, ma da quanto sei amato dagli altri»), nei primi due doppiaggi ha assunto il significato opposto: «il cuore si misura da quanto tu ami, non da quanto tu sei amato dagli altri»; mentre nel terzo doppiaggio è stata adattata più fedelmente.

### Principali redistribuzioni
Negli Stati Uniti il film ha ricevuto numerose redistribuzioni cinematografiche.
Sebbene la redistribuzione del 1949 utilizzasse il prologo e l'epilogo virati in seppia, a partire da quella del 1955, e fino all'edizione in VHS del 1989 per il cinquantesimo anniversario, queste sequenze furono presentate in bianco e nero (anche nei passaggi televisivi).
Il film venne redistribuito due volte, nel 1970 e nel 1971 per la serie MGM Children's Matinees. In occasione del sessantesimo anniversario del film, Warner Bros. lo distribuì dal 6 novembre 1998 in un'edizione speciale restaurata e con audio rimasterizzato. Nel 2002 la pellicola ebbe una redistribuzione limitata nei cinema statunitensi, incassando 139.905 $.
Il 23 settembre 2009, il film è stato nuovamente redistribuito in cinema selezionati per un evento di una sola notte in onore del suo settantesimo anniversario, e per promuovere l'uscita di diverse nuove edizioni in home video nel corso del mese. L'evento è stato replicato il 17 novembre 2009.
Una riedizione cinematografica IMAX 3D è stata proiettata in 300 sale del Nord America per una sola settimana a partire dal 20 settembre 2013, in occasione del settantacinquesimo anniversario del film. La Warner Bros. spese 25 milioni di dollari per pubblicizzare l’evento. L'anteprima dell'edizione in IMAX 3D del film ha avuto luogo il 15 settembre 2013 a Hollywood, presso il TCL Chinese Theatre recentemente ristrutturato (noto precedentemente come Grauman's Chinese Theatre, dove ebbe luogo la première hollywoodiana del film). È stato il primo film a essere proiettato nel nuovo teatro ed è servito come inaugurazione del primo schermo IMAX 3D di Hollywood. È stato anche proiettato come presentazione speciale al Toronto International Film Festival del 2013. Questa riedizione ha incassato 5,6 milioni di dollari al botteghino nordamericano.
Tra l'11 e il 14 gennaio 2015 la pellicola è stata redistribuita da Turner Classic Movies per la serie TCM Presents. Il film è stato redistribuito da Fathom Events il 27, 29 e 30 gennaio e il 3 e 5 febbraio 2019, per festeggiarne l'ottantesimo anniversario. È stato inoltre proiettato per una settimana da Dolby Cinema in occasione dell'anniversario. La pellicola è tornata nei cinema il 5 e il 6 giugno 2022 per il centesimo compleanno di Judy Garland.
In Italia, il film è stato redistribuito dall'11 dicembre 2016 in alcuni cinema selezionati dalla Cineteca di Bologna, anche in versione 3D, sia con il terzo doppiaggio italiano che in lingua originale.

### Edizioni home video
Tutte le attuali edizioni home video sono distribuite da Warner Home Video tramite l'attuale detentore dei diritti del film, Turner Entertainment.

#### VHS, Betmax, LaserDisc e CED
Il film è stato distribuito numerose volte in videocassetta. Venne distribuito per la prima volta negli Stati Uniti il 25 ottobre 1980 da MGM/CBS Home Video, sia in formato VHS che Betamax. La prima edizione VHS italiana venne pubblicata nel 1986 su licenza MGM/UA da Panarecord. Il film è stato distribuito in VHS anche da aziende italiane quali Avo Film e Legocart.
Nel 1983 venne distribuito negli Stati Uniti il primo LaserDisc del film. Nel 1989 vennero pubblicate due versioni per il cinquantesimo anniversario: una da Turner Entertainment e una da The Criterion Collection con commento audio. Altre edizioni LaserDisc furono distribuite nel 1991 e nel 1993, mentre l'ultima uscì l'11 settembre 1996. Fu anche distribuito in formato CED nel 1982 da MGM/UA Home Video.

#### DVD
La prima edizione DVD venne distribuita negli Stati Uniti da MGM/Turner il 26 marzo 1997. Il film venne pubblicato internazionalmente in DVD da Warner Bros. dal 19 ottobre 1999 in occasione del sessantesimo anniversario, con audio suono surround 5.1. Tra i contenuti speciali furono inclusi: il documentario The Wonderful Wizard of Oz: The Making of a Movie Classic, scene tagliate, la canzone tagliata Jitterbug, trailer, cinegiornali, annunci radiofonici, gallerie di immagini e clip da precedenti adattamenti della storia.
Nel 2005 furono pubblicate due edizioni speciali DVD del film: una da due dischi e l'altra da tre, entrambe in versione restaurata, con un commento audio e una traccia con effetti sonori e musiche isolate. L'edizione da due dischi contiene: documentari sulla produzione, trailer, scene tagliate, cinegiornali e annunci radiofonici. L'edizione da tre dischi, oltre a tutti i contenuti speciali già citati, contiene anche: un'edizione restaurata del film muto del 1925 Il mago di Oz per il suo ottantesimo anniversario, altri adattamenti muti della storia e un cortometraggio animato del 1933.
Esistono edizioni DVD prodotte da aziende italiane, come quelle pubblicate da KLF Music e A&R Productions, quest'ultima contenente il doppiaggio originale d'epoca.

#### Blu-ray
Il film è stato distribuito per la prima volta in Blu-ray per il suo settantesimo anniversario, il 29 settembre 2009, in un'edizione da 4 dischi che include, oltre ai contenuti extra dell'edizione 3 dischi del 2005, anche: nuovi contenuti speciali su Victor Fleming e sui Mastichini, il film televisivo Il sognatore di Oz e la miniserie MGM: When the Lion Roars. Il film è stato presentato in un nuovo restauro in 8K effettuato sui negativi originali da Prime Focus World e audio in Dolby TrueHD. Altre edizioni speciali Blu-ray e DVD sono state pubblicate tra il 2009 e il 2010.
Nel 2013, per il settantacinquesimo anniversario, il film è stato distiribuito per la prima volta anche in Blu-ray 3D, mentra la prima edizione in 4K Ultra HD Blu-ray è stata pubblicata il 29 ottobre 2019.

## Accoglienza

### Critica
Il mago di Oz è da sempre riconosciuto come un film di pregevole fattura, raramente ci sono stati critici che si sono espressi contro di esso. Il dibattito è principalmente legato alla diatriba tra chi lo considera un capolavoro e chi lo considera "solamente" un bel film. Pino Farinotti appartiene alla prima categoria visto che nel suo Dizionario dei film assegna al film 5 stelle, il massimo voto possibile. Morando Morandini al contrario appartiene alla seconda categoria, assegnando nella sua prestigiosa guida cinematografica un onorevole ma non eccezionale giudizio di 3,5 stelle su un massimo di 5.
Steve Crum del Canada City Canada ha scritto "Il titolo corretto dovrebbe essere "Il meraviglioso mago di Oz" e Phil Villarreal dell'Arizona Daily Star ha scritto:
È stato inserito nella lista del sito theyshootpictures.com al 61º posto dei migliori 1.000 film di sempre, compare inoltre nella lista dei migliori film di films101.com (33º posto) e al 53º posto della classifica stilata dai lettori di Time Out. Empire Magazine lo ha inserito al 67º posto nella sua lista pubblicata nel 1999 e all'84º posto di quella pubblicata nel 2003.
Nel 1998 l'American Film Institute l'ha inserito al sesto posto della classifica dei migliori cento film statunitensi di tutti i tempi, mentre dieci anni dopo, nella lista aggiornata, è sceso al decimo posto. La stessa organizzazione l'ha posizionato al primo posto nella lista AFI's 10 Top 10 nel genere fantasy. Inoltre la Strega dell'Ovest è stata inserita al quarto posto nella lista dei Migliori cattivi della storia del cinema. Nella lista delle migliori battute di sempre il film è presente con tre citazioni, ossia:
- "Totò, ho l'impressione che noi non siamo più nel Kansas." di Judy Garland al 4º posto;
- "Nessun posto è bello come casa mia" di Judy Garland, al 23º posto;
- "Io riuscirò a prenderti! Te e il tuo odioso cagnolino!" di Margaret Hamilton, al 99º posto.

Figura inoltre al 123º posto della Top 250 di IMDb con una media voti di 8,1/10, mentre il voto medio degli utenti di Rottentomatoes.com è 9,3/10.
Fu anche nominato per la palma d'oro al Festival di Cannes, ma non vinse.
Nel 1989 negli Stati Uniti è stato selezionato dal National Film Registry per la conservazione ed è stato riversato in forma digitale.

### Accostamento conVia col vento
Il mago di Oz è soggetto ad un frequente accostamento con il film Via col vento, entrambi distribuiti dalla Metro-Goldwyn-Mayer, per via di diversi fattori che le due opere condividono: l'anno di realizzazione, il gigantismo e la complessità della produzione, i frequenti cambiamenti nel cast e nello staff, l'uso del Technicolor e il grande successo di pubblico. In particolare il primo regista de Il mago di Oz, George Cukor, fu allontanato dal set dopo un breve periodo (e sostituito da Victor Fleming) per essere assoldato come regista di Via col vento, dove venne poi nuovamente sostituito dallo stesso Fleming, accreditato come regista di entrambi i film.

## Riconoscimenti
- 1940 - Premio Oscar
  - Miglior colonna sonora a Herbert Stothart
  - Miglior canzone (Over the Rainbow) a Harold Arlen e E. Y. Harburg
  - Candidatura Miglior film alla MGM
  - Candidatura Migliore fotografia a Harold Rosson
  - Candidatura Migliore scenografia a Cedric Gibbons e William A. Horning
  - Candidatura Migliori effetti speciali a A. Arnold Gillespie e Douglas Shearer
- 1939 - Festival di Cannes
  - Candidatura Palma d'oro a Victor Fleming
- 1985 - Young Artist Awards
  - Jackie Coogan Award

- 1978 - Photoplay Awards
  - Candidatura Hall of Fame
- 2023 - Online Film & Television Association
  - Miglior colonna sonora a Harold Arlen e Herbert Stothart
- 2022 - Online Film & Television Association
  - Miglior personaggio (Strega dell'Ovest) a Margaret Hamilton
- 2021 - Online Film & Television Association
  - Miglior canzone (Over the Rainbow)
  - Miglior personaggio (Dorothy Gale) a Judy Garland
- 1997 - Online Film & Television Association
  - Miglior film

Inoltre nel 2007 l'UNESCO ha inserito l'edizione del 1939 del film Il mago di Oz nell'Elenco delle Memorie del mondo.

### AFI 100 Years
Secondo le liste AFI 100 Years, che omaggiano i migliori film del cinema statunitense, Il mago di Oz è inserito in ben 8 liste.
Il film in questione è inserito in cinque liste diverse:
- Nella lista dei cento migliori film della storia degli Stati Uniti, 6º posto nel 1998 e 10º posto nella lista aggiornata.
- Nella lista dei cento migliori thriller della storia del cinema, è inserito in 43ª posizione.
- È medaglia di bronzo nella lista dei migliori musical della storia.
- Nelle dieci liste su dieci generi diversi, è medaglia d'oro nei film fantasy.
- Nella lista sui cento film più commuoventi della storia del cinema statunitense, Il mago di Oz è 26°.

Per altri contenuti del film, come battute, canzoni, personaggi e altro, è presente in 3 liste:
- Nelle liste sui migliori eroi e cattivi della storia, la Strega dell'Ovest si posiziona quarta tra i migliori cattivi.
- Nella lista delle migliori canzoni della storia degli Stati Uniti ce ne sono due tratte dal film: la celeberrima Over The Rainbow, cantata da Judy Garland, è medaglia d'oro; la seconda, Ding-Dong! The Witch Is Dead, è in 82ª posizione.
- Nella lista sulle migliori citazioni della storia del cinema, Il mago di Oz ne ha tre: "Toto, ho l'impressione che non siamo più nel Kansas." è in quarta posizione; "Nessun posto è bello come casa mia" è in 23ª posizione; "Non ti salverai! Io riuscirò a prendervi, te e il tuo odioso cagnolino!" è in 99ª posizione.

## Altri media
Nel marzo 2011 ha debuttato al London Palladium di Londra il musical The Wizard of Oz, che riutilizza le canzoni di questo film più alcune composte appositamente da Andrew Lloyd Webber.

## Opere collegate

### Ritorno a Oz
Film d'animazione prodotto nel 1964 dallo studio Filmation, sottoposto a copyright nel 1971, uscito al cinema nel 1972 nel Regno Unito e nel 1974 negli Stati Uniti, segna il debutto della voce di Liza Minnelli nel ruolo di Dorothy (interpretata nel film precedente da sua madre, Judy Garland). Le altre voci furono Milton Berle, Mickey Rooney, Paul Lynde, Herschel Bernardi, Paul Ford, Danny Thomas, Margaret Hamilton (che interpretò la Perfida Strega dell'Ovest nel film del 1939) e la cantante d'opera Risë Stevens nel ruolo di Glinda. Le canzoni sono di Sammy Cahn e Jimmy Van Heusen. Gli arrangiamenti e la colonna sonora di Walter Scharf.

### Nel fantastico mondo di Oz
Seguito non ufficiale prodotto dalla Walt Disney Pictures senza la collaborazione della MGM, o della Warner Bros. (lo studio che al momento detiene i diritti sul film del 1939). Comunque, non fu necessario chiedere nessun permesso, in quanto nel 1985 tutti i libri su cui il film è basato erano ormai di dominio pubblico. Una forte somma fu pagata, tuttavia, per usare le scarpette rosse, il cui design è ancora proprietà della Time Warner. Il film fu diretto da Walter Murch, celebre tecnico del suono e montatore pluripremiato al suo esordio alla regia. Il film non incassò molto al botteghino e ricevette recensioni molto diverse da tutta la critica. Col passare del tempo è ugualmente divenuto un "cult" per molti adulti e bambini, e ha guadagnato molto con la vendita e il noleggio delle VHS e dei DVD.

### Il grande e potente Oz
Un film Walt Disney Pictures del 2013 diretto dal regista Sam Raimi, è l'ideale antefatto del film, dove si raccontano le origini delle streghe all'arrivo del mago nel regno di Oz.

### Il magico mondo di Oz
Un altro seguito non ufficiale del film originale. È un film del 2013 vittima di un flop. La vicenda narra che Dorothy, appena tornata in Kansas, deve ritornare a Oz per sconfiggere il fratello della strega sconfitta. Sono previsti due sequel e una serie TV.

### Altre opere
- Il film Zardoz, scritto e diretto da John Boorman e interpretato da Sean Connery nel 1974 è una rielaborazione dei temi del Mago di Oz trattati in chiave distopica. Il titolo deriva da quello del libro: verso la fine del film, Zed, il protagonista, scoprirà l'etimologia del nome (Wizard of Oz).
- Nel 1974 nei teatri di Broadway venne prodotto e realizzato uno spettacolo musicale dal titolo The Wiz. Lo spettacolo è basato sul romanzo di Baum riadattato in chiave più moderna, e cita esplicitamente in più occasioni il suo predecessore. Nel 1978 è stato tratto un film diretto da Sidney Lumet e scritto da Joel Schumacher.
- La rete televisiva statunitense American Broadcasting Company produsse all'inizio degli anni novanta una serie televisiva di animazione ambientata dopo le vicende del film. La vicenda si avvia con Dorothy che ritrova le sue scarpette e scopre che la sua avventura non è stata solo un sogno, torna nel regno di Oz e apprende che la strega è stata riportata in vita dai suoi fedeli. Dorothy e i suoi fidati amici dovranno annientarla definitivamente. La serie venne sospesa dopo la prima stagione da 13 episodi per lo scarso successo di pubblico.
- Nel 2005 la Illusive Arts Entertainment ha lanciato un fumetto intitolato Dorothy basata sui libri di Baum; anche qui i riferimenti al film sono molteplici.
- In una puntata di Futurama appare una parodia del film in cui i personaggi della serie animata prendono il posto dei personaggi del film.
- Lo stesso accade in una puntata di South Park della settima stagione, È Natale in Canada.
- Una puntata del telefilm "Scrubs" è chiaramente un omaggio al Mago di Oz in cui personaggi ed ambienti rimandano palesemente alla storia di Baum, viene inoltre citato The Wiz.
- Nel 2007 Nick Willing ha diretto la miniserie TV Ritorno al mondo di Oz (Tin Man), interpretata da Zooey Deschanel, Richard Dreyfuss, Alan Cumming, Raoul Trujillo, Neal McDonough e Kathleen Robertson, in cui si rielaborano i temi del Mago di Oz trattati in chiave più moderna e matura.
- Ne Il gobbo di Notre Dame Laverne chiama i piccioni affinché buttino giù le guardie di Frollo alla stessa maniera in cui la Strega mandava le Scimmie Volanti a prendere Dorothy, con tanto di musichetta in sottofondo.
- Nella serie TV Supernatural, nello specifico nell'episodio 4 della nona stagione (Slumber Party, diventato in Italia Ritorno a Oz), i protagonisti incontrano Dorothy e aprono un varco dimensionale verso Oz.
- Nella serie animata Teen Titans Go!, l'episodio La premiazione dei supereroi è una parodia del film dove Robin viene travolto da un tornado e arriva in una terra magica per ricevere un premio di superiorità dal Mago dei Premi.

### Film precedenti

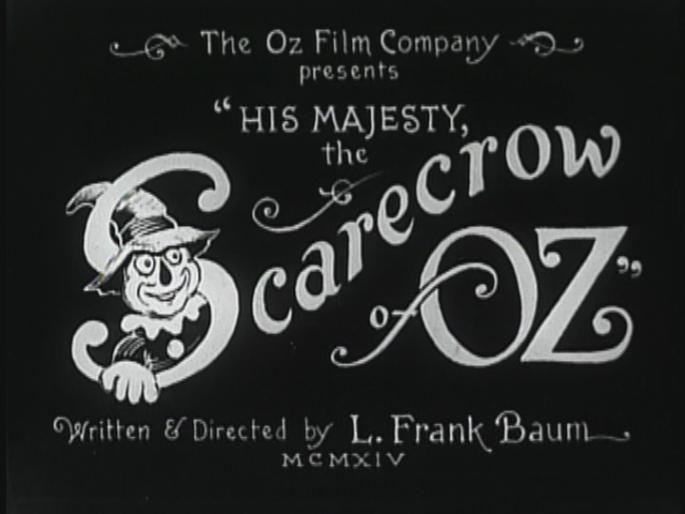
Fotogramma del film del 1914

La versione del 1939 è sicuramente la più famosa tra tutte le trasposizioni cinematografiche dei libri di Frank Baum; ma è completamente sbagliato affermare che questa è la prima versione per il cinema delle opere di Baum, esistono infatti alcuni film realizzati prima di quello di Fleming:
- Il mago di Oz (The Wonderful Wizard of Oz, 1910)
- Il mago di Oz (The Magic Cloak of Oz / The Wizard of Oz, 1914)
- Il mago di Oz (The Wizard of Oz, 1925), con Oliver Hardy nel ruolo dell'uomo di latta.
- The Land of Oz (1932, seguito del precedente, inedito in Italia)
- The Wizard of Oz (1933, cartone animato inedito in Italia)
- The Wizard of Oz (1938, cortometraggio inedito in Italia)

## Merchandising

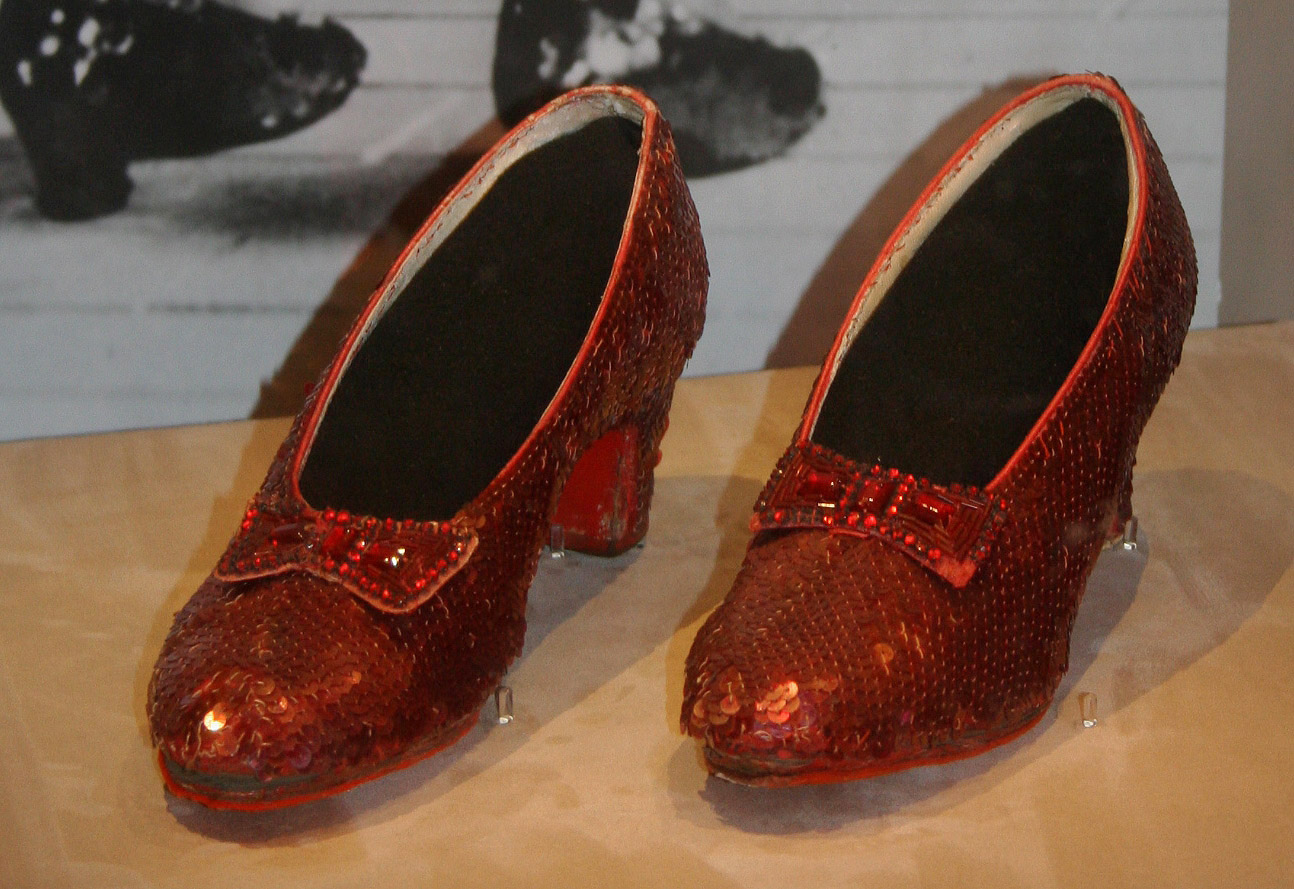
Le scarpette di rubino

- Dopo l'uscita della pellicola nelle sale cinematografiche, la MGM sponsorizzò diversi giocattoli e oggetti relativi alla storia del Mago di Oz, ad esempio L'Ideal Toy Company, ingaggiata dagli studi della Mayer, realizzò alcune bambole di diversa misura, raffiguranti Judy Garland in vesti di Dorothy. Questi oggetti però smisero di essere fabbricati appena un anno dopo, divenendo così, ai nostri giorni, rari pezzi da collezione.
- Nel maggio del 1970 la MGM organizzò a Hollywood una serie di aste per vendere oggetti di scena accumulatisi negli anni. Nell'asta dedicata a Il mago di Oz il costume da leone fu venduto per 2.400 dollari, il cappello della strega per 450 e le scarpette rosso rubino (in un esemplare sciupato e non più brillante) per 15.000 dollari offerti da un anonimo che al momento le credette l'unico esemplare conservato. Negli anni successivi si scoprì che delle scarpe, prodotte in molte copie per esigenze di scena, erano invece sopravvissuti diversi esemplari, uno dei quali è esposto al museo Smithsonian. Un altro paio è stato venduto nel 2000 ad un'asta a New York per circa 600.000 dollari al collezionista statunitense David Elkouby[70].
- Nel 1974 la ben nota casa di giocattoli statunitense Mego creò una popolare linea di action figure da 8" ispirate direttamente al film. La linea comprendeva i personaggi di: Dorothy Gale, il Mago di Oz, lo Spaventapasseri, l'Uomo di latta, il Leone codardo, la Malvagia Strega dell'Ovest, la Buona Strega del Nord e alcuni mastichini. Vennero inoltre commercializzati alcuni playset raffiguranti la città di smeraldo, la strada di mattoni gialli, il paese dei mastichini, il castello della strega dell'Ovest. Per promuovere la linea la Mego organizzò un dispendioso gala, noleggiando un salone del Waldorf-Astoria di New York al quale intervennero i membri del cast sopravvissuti.[71][72][73]
- Dal 1995 la Mattel ha prodotto con il marchio Barbie diverse linee di bambole ispirate ai personaggi del film.[74]
- Attualmente il valore di mercato delle famose scarpette è stimato in circa 1.500.000 $.[3]